# Endenburg (Steinen)
Endenburg ist seit 1974 ein Ortsteil der Gemeinde Steinen im baden-württembergischen Landkreis Lörrach. Mit über 10 Quadratkilometern ist der Ortsteil flächenmäßig der größte Steinens und der am nördlichsten gelegene innerhalb des Gemeindegebietes.

## Lage
Der Ortsteil liegt auf der Südseite der Wasserscheide von Wiese und Kander. Er grenzt im Westen an die Stadt Kandern, im Norden an die Gemeinde Malsburg-Marzell und im Osten an Ortsteile der Gemeinde Kleines Wiesental (Wies, Sallneck). Im Süden sind die Steinener Ortsteile Schlächtenhaus und Weitenau die Nachbarn.
Endenburg ist südwestlich und östlich durch die als Panoramastraße bezeichnete Kreisstraße 6309 erreichbar. Östlich von Endenburg liegt der Wohnplatz Kirchhausen, südwestlich trifft die Panoramastraße auf die Landesstraße L 135 und den Scheideckpass.
Innerhalb des Ortsteils gibt es beachtliche Höhenunterschiede (550 bis 987 m). Höchste Erhebung ist der Schlöttleberg. Auf dem östlich benachbarten 963 Meter hohen Hohfelsen steht seit 2019 ein Mobilfunk-Sendemast.
Der Höllbach (=Oberlauf des Steinenbachs) durchfließt den Ortsteil in Nord-Süd-Richtung.

## Bestandteile
Neben dem eigentlichen Dorf Endenburg besteht der Ortsteil aus den Dörfern Kirchhausen und Lehnacker, dem Zinken Stelle, den Höfen Auhof und Schrohmühle und dem Haus am Stalten.
Auf das insgesamt 1063 Hektar umfassende Gebiet entfallen 672 Hektar für das Dorf Endenburg selbst, 286 Hektar auf Kirchhausen und 104 Hektar auf Lehnacker.

## Geschichte

### Vom Ursprung bis zur Neuzeit

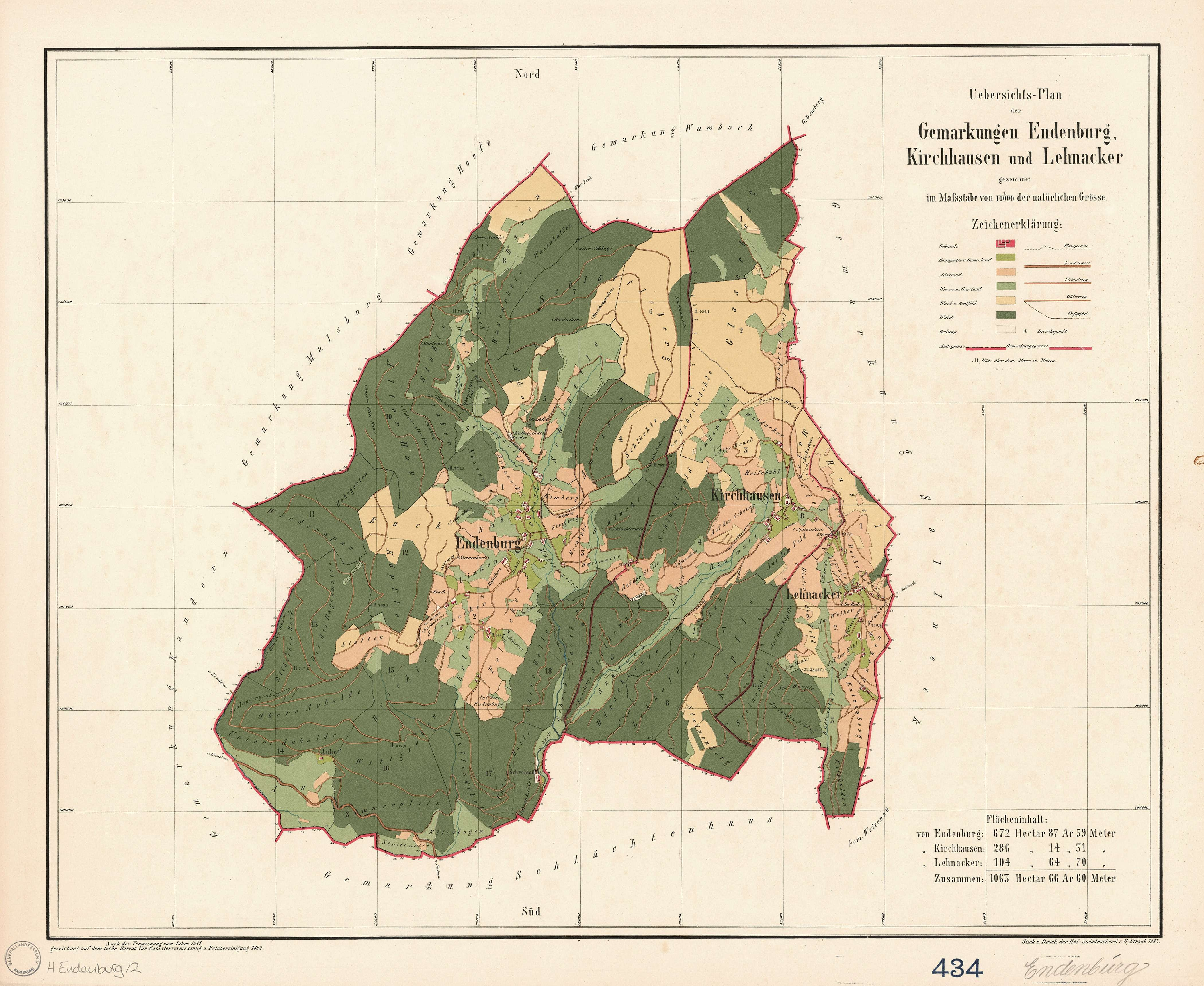
Karte von Endenburg, Kirchhausen und Lehnacker (1881)

Die erste urkundliche Erwähnung (Entenburch) datiert von 1275. Mit Urkunde vom 5. Februar 1367 übertrug Graf Egon von Freiburg alle seine Rechte in Endenburg auf Markgraf Otto von Hachberg-Sausenberg. Zuvor war Endenburg ein an Berschman von Hertenberg vergebenes Mannlehen. Allerdings hatten die Markgrafen noch nicht alle Rechte in Endenburg. 1372 kommt es zu einem Schiedsurteil in einem Abgabenstreit zwischen Markgraf Otto und einem Peterman von Heidegke. Seit 1387 gehörte das Dorf völlig den Markgrafen von  Hachberg-Sausenberg und teilte das Schicksal der Markgrafschaft, die beim Aussterben des Hauses Hachberg-Sausenberg um 1503 an das Haus Baden kam und bei dessen Erbteilung 1515 zur Markgrafschaft Baden-Durlach. Als Teil deren Landgrafschaft Sausenberg gehörte der Ort bis 1809 zur Vogtei Tegernau. 1809 wurde Endenburg dem Bezirksamt Kandern und 1819 dem Bezirksamt Schopfheim zugeordnet. Seit 1936 ist der Ort Teil des Landkreises Lörrach.

### Eingemeindung
Im Zuge der Gemeindereform, die das Land Baden-Württemberg 1967 einleitete, fanden auch in den Gemeinden des Weitenauer Berglandes Diskussionen statt, ob ein Anschluss an die Gemeinde Steinen auf freiwilliger Basis angestrebt werden sollte. Weitenau machte diesen Schritt bereits mit Wirkung vom 1. Januar 1974, Endenburg folgte per 1. Oktober 1974, nachdem die Eingliederungsvereinbarung bereits am 30. Mai 1974 geschlossen wurde. Die übrigen Ortsteile der heutigen Gemeinde Steinen wurden durch Gesetz vom 9. Juli 1974 per 1. Januar 1975 zwangsweise zur neuen Gesamtgemeinde Steinen zusammengeschlossen.

## Politik

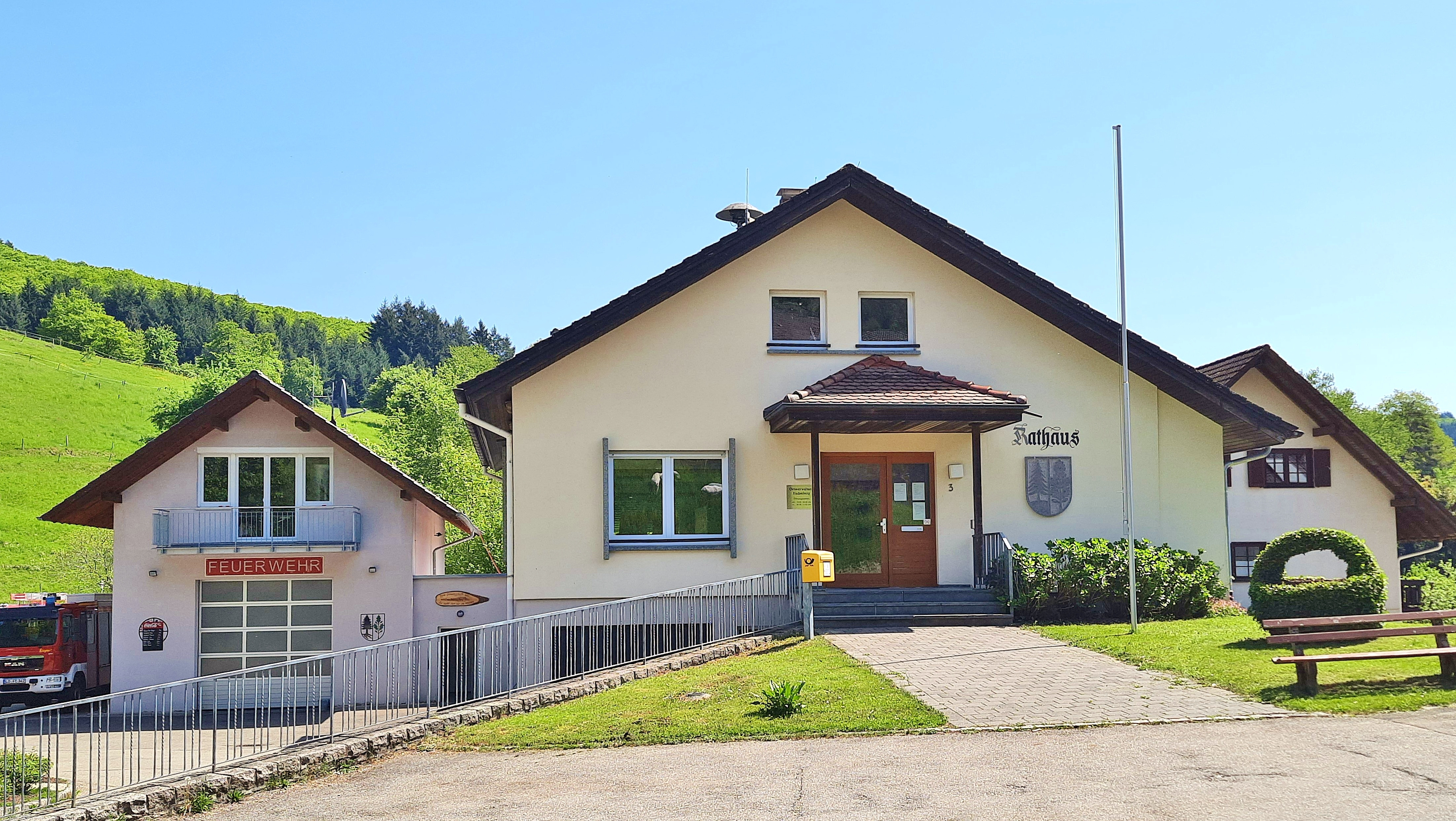
Sitz der Ortsverwaltung Steinen-Endenburg

### Ortschaftsrat
Endenburg hat einen Ortschaftsrat dem neben der Ortsvorsteherin sechs Mitglieder angehören.

### Wappen
Blasonierung: „In gespaltenem Schild vorn in Gold eine bewurzelte grüne Tanne mit schwarzem Stamm, hinten in Silber ein grüner Eichenzweig mit vier Eicheln und drei Blättern.“

## Bevölkerung

### Einwohnerentwicklung
Die Zahl der Einwohner Endenburg entwickelte sich wie folgt:
| Jahr | Einwohner |
| ---- | --------- |
| 1852 | 568       |
| 1871 | 534       |
| 1880 | 467       |
| 1890 | 414       |
| 1900 | 390       |
| 1910 | 371       |
| 1925 | 336       |
| 1933 | 339       |
| 1939 | 323       |

| Jahr | Einwohner |
| ---- | --------- |
| 1950 | 354       |
| 1956 | 327       |
| 1961 | 340       |
| 1970 | 336       |
| 1980 | 348       |
| 1990 | 390       |
| 2012 | 409       |
| 2017 | 419       |
| 2020 | 454       |

| Jahr | Einwohner |
| ---- | --------- |
| 2024 | 503       |

### Religion
Der Ort ist aufgrund seiner historischen Zugehörigkeit zur Markgrafschaft Baden-Durlach überwiegend evangelisch und gehört zur Kirchengemeinde Vorderes Kleines Wiesental, hat aber eine eigene Kirche.
Für die Katholiken ist die Pfarrgemeinde Steinen-Höllstein-Maulburg-Schopfheim zuständig.
Die Zugehörigkeit zu den Religionsgemeinschaften verteilte sich in der Vergangenheit wie folgt:
| Religionszugehörigkeit in Weitenau | Religionszugehörigkeit in Weitenau | Religionszugehörigkeit in Weitenau | Religionszugehörigkeit in Weitenau |
| Jahr                               | Religion                           | Religion                           | Religion                           |
| ---------------------------------- | ---------------------------------- | ---------------------------------- | ---------------------------------- |
|                                    | evangelisch                        | katholisch                         | sonstige                           |
| 1858                               | 99,8 %                             | 0,2 %                              | 0 %                                |
| 1925                               | 97,9 %                             | 2,1 %                              | 0 %                                |
| 1950                               | 94,9 %                             | 4,5 %                              | 0,6 %                              |
| 1961                               | 94,7 %                             | 4,7 %                              | 0,6 %                              |
| 1970                               | 93,8 %                             | 4,5 %                              | 1,8 %                              |

## Kultur und Sehenswürdigkeiten

### Evangelische Germanuskirche

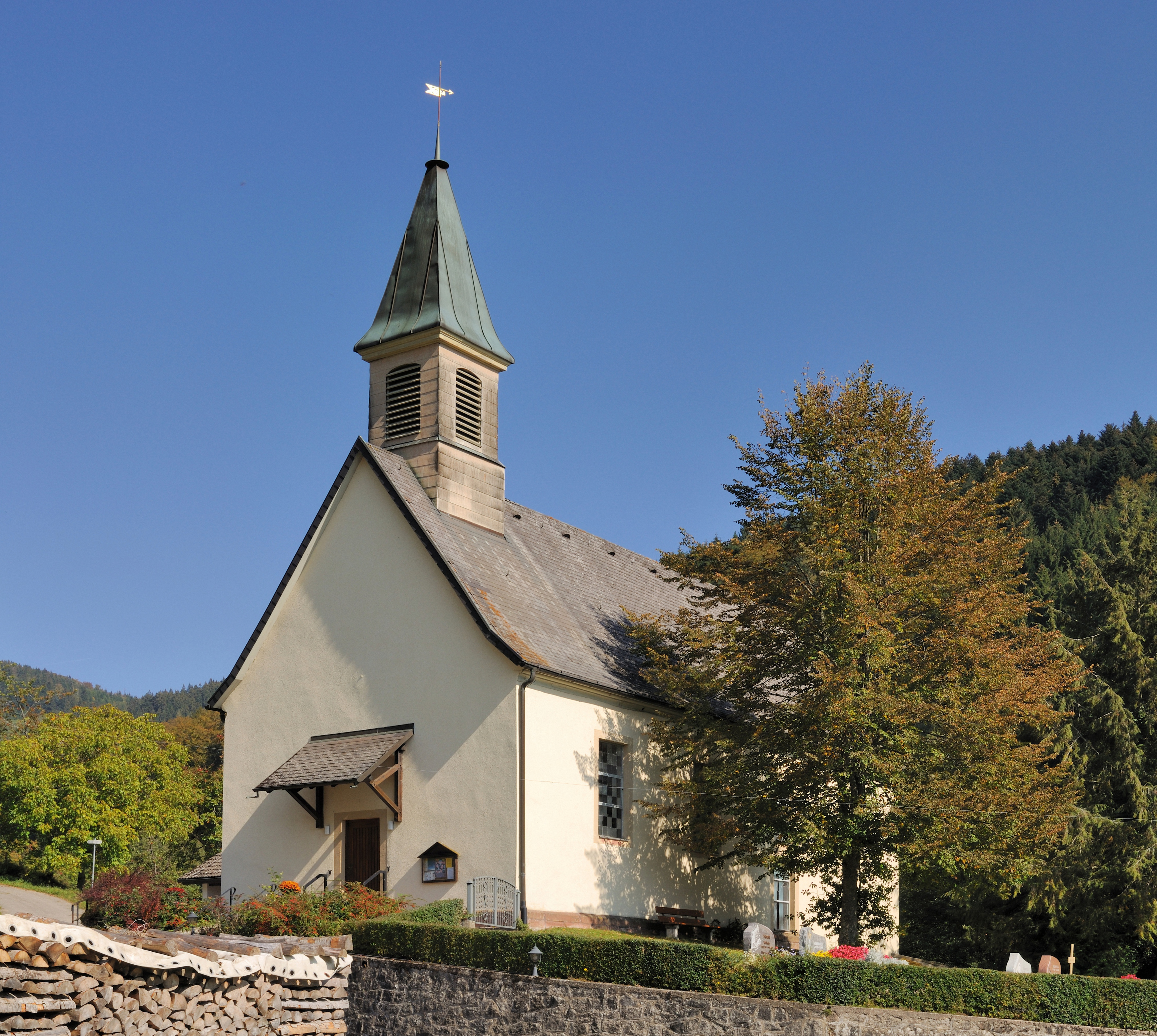
Evangelische Kirche Endenburg

Die heutige evangelische Kirche in Endenburg wurde im 17. oder 18. Jahrhundert erbaut; ihr Ursprung ist urkundlich bis zum 14. Jahrhundert gesichert. Die Kirche liegt am Nordrand des Besiedlungsgebietes. Der Bau, der aus einer einfachen Saalkirche mit aufgesetztem Dachreiter besteht, steht neben dem Friedhof des Ortes. Die Glocken des Gotteshauses stammen von 1828, die Orgel aus dem Jahr 1899.

### Bauernhausmuseum Schneiderhof

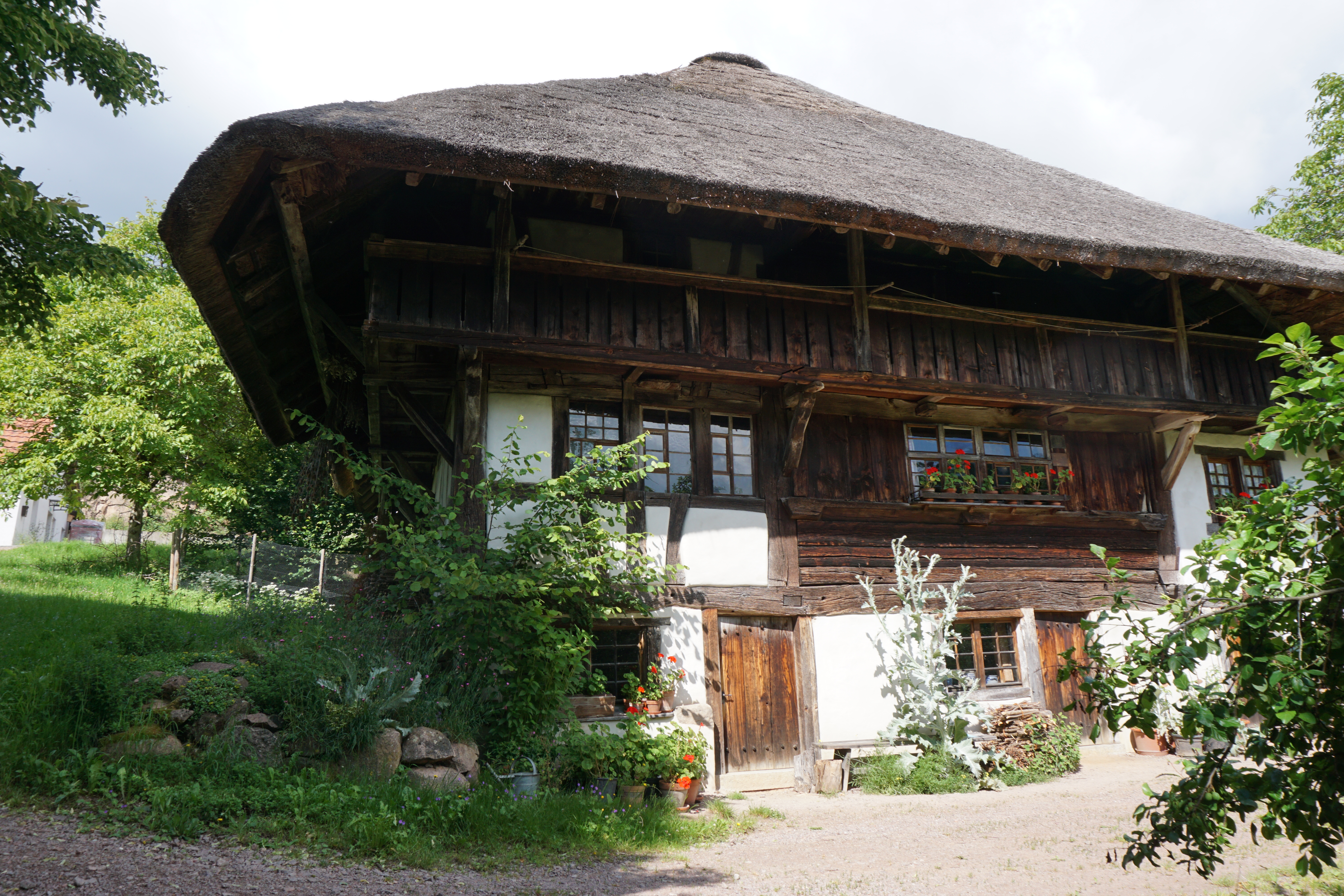
Der Schneiderhof 2020

Der Schneiderhof in Kirchhausen-Endenburg wurde 1696 als typisches Schwarzwaldhaus erbaut und ist in seiner Ursprünglichkeit bis heute fast unverändert. Nach dem Tod der letzten Bewirtschafterin, Berta Schneider, übernahm 1987 der gemeinnützige Verein zur Erhaltung des Schneiderhofes in Kirchhausen e. V. den Schneiderhof und restaurierte ihn in den neun folgenden Jahren. Das Landesdenkmalamt stufte den Hof als „Kulturdenkmal von besonderer Bedeutung, an dessen Erhaltung ein gesteigertes öffentliches Interesse besteht“ ein.
Heute ist der Hof ein Museum, welches dem Besucher ein anschauliches Bild der Lebens- und Arbeitsweisen der Schwarzwaldbewohner vermittelt.

### Vereine
Neben dem Musikverein gibt es auch das Harmonika Orchester Endenburg-Sallneck, den Schützenverein Endenburg, den Verein zur Erhaltung des Schneiderhofs und den Kur- und Verkehrsverein Endenburg. Außerdem gibt es eine Abteilung der Feuerwehr Steinen.

## Wirtschaft und Infrastruktur

### Wirtschaft
71 % der ehemaligen Gemarkung Endenburg sind bewaldet, weshalb die Forstwirtschaft ein wichtiges Standbein der örtlichen Wirtschaft ist. Aufgrund der Höhe und der Steillagen beschränkt sich die Landwirtschaft auf Milch- und Viehwirtschaft. Der Fremdenverkehr ist inzwischen eine wesentliche Einnahmequelle. Nebst der Gastronomie hat hier auch die REHA-Klinik Haus am Stalten ihren Anteil. Historisch war Endenburg auch Bergbauort für den Abbau von Kupfererz.

### Wasserversorgung
Der Ort konnte bis 2003 mit Trinkwasser aus der Fassung lokaler Quellen versorgt werden. Durch geringere Schneefälle und den rasch abfließenden Starkregen ging die Quellschüttung zurück, so dass Endenburg und Kirchhausen in trockenen Sommern bis 2017 Trinkwasser mit Tankfahrzeugen erhielten.
Der Zweckverband Gruppenwasserversorgung Hohlebach-Kandertal nutzt die auf Endenburger Gemarkung befindliche Wasen-Quelle seit 1969 auf der Basis alter Verträge. Als der von Schliengen aus operierende Zweckverband 2009 die wasserrechtliche Erlaubnis hierfür um 30 Jahre verlängert haben wollte, klagte die Gemeinde Steinen dagegen. Sowohl das Verwaltungsgericht Freiburg als auch der Verwaltungsgerichtshof Baden-Württemberg in Mannheim wiesen die Klage ab. Die Gerichte interpretierten die Landesgesetze in der Weise, dass zwar für die Nutzung von Quellen die Ortsnähe ein Kriterium für einen Vorrang sei, aber nicht zwingend das Nutzungsrecht der nächstliegenden Ortschaft oder der Ortschaft, auf deren Gemarkung sie liegt, zusteht.
Zur Lösung des Problems musste Steinen in Schlächtenhaus-Hofen einen neuen Hochbehälter bauen und diesen durch eine 2,9 Kilometer lange Leitung mit dem Hochbehälter in Endenburg-Kirchhausen verbinden, der auch das Dorf Endenburg versorgt.

### Verkehr
Endenburg ist über die K 6309 und die L 135, welche kurz vor der Passhöhe der Scheideck östlich abzweigt, einerseits mit Kandern und andererseits mit dem Hauptort Steinen verbunden. Der Streckenabschnitt der Kreisstraße, welcher von der L 135 abzweigt und von südwestlicher Richtung nach Endenburg führt, trägt auch den Namen „Panoramastraße“.
Gleichzeitig stellt der Ort selbst auch eine Passverbindung zwischen der Westzufahrt des Scheideckpasses und Kirchhausen beziehungsweise Hofen dar. Die 3,1 Kilometer lange Westrampe steigt im Durchschnitt 3,9 % an. Die Ostrampe bis Hofen weist auf einer Strecke von 5,6 Kilometern eine Durchschnittssteigung von 4,2 % auf.
Die Kreisstraße K 6309 führt über die Passhöhe Lehnacker ins kleine Wiesental (Salneck). Der Ort hat eine Busverbindung zum S-Bahnhof der Wiesentalbahn in Steinen.

### Infrastruktur
Im Ort gibt es den evangelischen Kindergarten Unterm Regenbogen. Die Grundschüler gehen in die Nachbarschaftsgrundschule Steinen-Weitenau.
Östlich vom besiedelten Dorfkern befindet sich am Waldrand auf der Straße nach Kirchhausen eine 1979 erbaute öffentliche Wassertretstelle.